# Хатідже Шенділь
Хатідже Шенділь (тур. Hatice Şendil, нар. 2 серпня 1983, Стамбул) — турецька актриса. 

## Життя і творчість
Народилася 2 серпня 1983 року в Стамбулі. Хатіде Шенділь, мати якої родом зі Стамбула, а батько з Анталії, виріс в Анталії. Він народився в родині іммігрантів із Салонік. У нього 2 сестри.
Здобула університетську освіту за фахом бізнес-адміністрування. Вона брала участь у конкурсі «Міс Туреччина», який проходив у 2001 році, і посіла 3 місце. Тоді вона посіла 4 місце на Європейському конкурсі краси (Міс Європа). У 2001 році він зіграв у кліпі на пісню «Töre» з 8-го альбому Челіка Ерішчі. Крім акторської майстерності, він брав уроки верхової їзди.
З 2008 по 2010 рік вона грала роль Ебру Алемдар в серіалі «Куртлар Вадісі Пусу».
Він грав разом з Ердалом Озягджиларом, Ібрагімом Челікколом, Корелом Чезаїрлі, Бураком Саґяшаром, Ахметом Ріфатом Шунгаром і Ґюзіном Озягджиларом у серіалі «Karadağlar», який виходив між 2010 і 2011 роками. Він зіграв персонажа "Гюльхаят" у цьому серіалі.
Він зіграв головну роль у телесеріалі «Dila Hanım», який транслювався з 2012 по 2014 роки, з Ерканом Петеккая, Махіром Гюншираєм, Неджипом Мемілі та Йондже Джевхер.
Вона зіграла головну роль разом з Озджаном Денізом у серіалі Кохання проти долі, який виходив у 2014–2015 роках.
Хатіде Шенділь вийшла заміж за Бурака Саґяшара у 2015 році, і у них народився син на ім’я Джан у 2017 році.

## Фільмографія

### Фільми
- Hayat Öpücüğü - 2015 - Hayat

### Телевізійні серіали
- İyilik - 2022–2023 - Neslihan Arkun
- Uyanış: Büyük Selçuklu - 2020–2021 - Terken Hatun
- Yüksek Sosyete - 2016 - Herself
- Kaderimin Yazıldığı Gün - 2014 - Elif Yörükhan
- Dila Hanım - 2012 - Dila Hanım
- Karadağlar - 2010 - Gülhayat
- Geniş Aile - 2010 - Şelale
- Kurtlar Vadisi Pusu - 2008–2010 - Ebru Alemdar
- Yaban Gülü - 2008 - Laçin
- Fesupanallah - 2007 - Gülpare
- İki Yabancı - 2007- Zeyno
- Eylül - 2005 - Aziza
- Yeni Hayat - 2001 - Buket